# Binangun (Binangun)
Binangun is een bestuurslaag in het regentschap Cilacap van de provincie Midden-Java, Indonesië. Binangun telt 3556 inwoners (volkstelling 2010).